# سرطان كماني حلقي الأرجل
سرطان كماني حلقي الأرجل (الاسم العلمي: Uca annulipes) هو نوع من الحيوانات يتبع جنس السرطان الكماني من فصيلة السرطانات الشبحية.